# Coelogyne motleyi
Coelogyne motleyi là một loài thực vật có hoa trong họ Lan. Loài này được Rolfe ex J.J.Wood, D.A.Clayton & C.L.Chan mô tả khoa học đầu tiên năm 1998.